# 来日方长 (黄龄专辑)
《来日方长》（英語：Tomorrow Never Ends）是中国大陆歌手黄龄的第三张录音室专辑，由中唱上海、和序文化共同发行，数字音乐版权则由百慕文化发行；台湾地区则由福茂唱片发行。本作的其中3首歌曲于2016年10月底作为黄龄的第二张迷你专辑《我们都不应该孤单》（英語：We Should Not Be Alone）发行，而该专辑本身则是在2017年5月中旬发行。2018年5月9日，中国唱片上海公司将本作列入首批由该司黑胶工坊生产的黑胶唱片的名单。

## 曲目
本作首支被释出的单曲为黄龄与薛之谦合作演唱的同名曲目来日方长，该曲虽然是电影《我不是潘金莲》的推广曲，但有评论认为它能被作为一支独立单曲看待，而不需受到电影的影响。第二批被释出的曲目则是迷你专辑《我们都不应该孤单》的收录曲目，该批曲目则以常石磊原唱的同名单曲我们都不应该孤单为主打，讲述了黄龄与她的三只宠物狗之间的故事，并借此呼吁公众爱护身边小动物。此外，该作亦翻唱了天涯歌女凤凰于飞月圆花好等数支源自老上海的经典歌曲。

### 《我们都不应该孤单》收录曲目
| 曲序     | 曲目             |          | 作曲     | 备注         | 时长  |
| -------- | ---------------- | -------- | -------- | ------------ | ----- |
| 1.       | 我们都不应该孤单 |          |          | 原唱：常石磊 | 3:55  |
| 2.       | 在一起就不孤独？ |          |          |              | 4:01  |
| 3.       | 月圆花好         | 范烟桥   | 严华     | 原唱：周璇   | 2:26  |
| 总时长： | 总时长：         | 总时长： | 总时长： | 总时长：     | 10:22 |

### 《来日方长》收录曲目
此处省略于《我们都不应该孤单》收录的曲目的详尽资料。
| 曲序     | 曲目             |          | 作曲          | 备注                                                        | 时长  |
| -------- | ---------------- | -------- | ------------- | ----------------------------------------------------------- | ----- |
| 1.       | 天涯歌女（前奏） | 田汉     | 贺绿汀        | 原唱：周璇                                                  | 0:37  |
| 2.       | 天涯歌女         | 李聪     | 常石磊        |                                                             | 3:49  |
| 3.       | 凤凰于飞         | 陈蝶衣   | 陈歌辛        | 原唱：周璇                                                  | 4:00  |
| 4.       | 来日方长         | 常石磊   | 常石磊 袁娅维 | 第一主打曲目暨《我不是潘金莲》方圆版推广曲 合作演唱：薛之谦 | 3:54  |
| 5.       | 漂白             | 常石磊   | 常石磊        |                                                             | 2:33  |
| 6.       | 我们都不应该孤单 |          |               | 第二主打曲目                                                | 3:54  |
| 7.       | 在一起就不孤独？ |          |               |                                                             | 3:59  |
| 8.       | 南屏晚钟         | 陈蝶衣   | 王福龄        | 原唱：崔萍                                                  | 3:48  |
| 9.       | 月圆花好         |          |               |                                                             | 2:26  |
| 10.      | 永远的微笑       | 陈歌辛   | 陈歌辛        | 原唱：周璇                                                  | 4:28  |
| 11.      | 封存             | 常石磊   | 常石磊        |                                                             | 3:46  |
| 总时长： | 总时长：         | 总时长： | 总时长：      | 总时长：                                                    | 37:14 |

## 反响及评价
本作在发行后的一周时间内于豆瓣得到了7.8分的评分；《楚天金报》的评论文章形容该作体现了黄龄的声线中除了性感之外更为多元、丰富、混搭的一面，并认为翻唱曲目部分既保留海派风韵，又不失现代摩登感，及认为原创曲目部分“恰到好处”地表现了“调皮任性与慵懒柔情”及“吟唱出了心底的爱与温情”。《安徽商报》的短评则形容黄龄在该作中呈现了“老天赏饭”一般的高级声线。
华语音乐传媒大奖评审大地则认为该作的主要亮点皆来自翻唱曲目部分，指这部分曲目“超出人们估计”，但亦因此认为原创曲目部分“手段柔和许多，情绪也平淡一点”，并建议将该作拆分为两张性质不同的迷你专辑以提升概念性。

## 获奖与提名
| 时间          | 典礼                               | 奖项                               | 结果 | 备注及参考   |
| ------------- | ---------------------------------- | ---------------------------------- | ---- | ------------ |
| 2017年3月27日 | 第24届东方风云榜                   | 十大金曲                           | 提名 | 《来日方长》 |
| 2017年8月     | 华语音乐传媒大奖2017年夏季十大专辑 | 华语音乐传媒大奖2017年夏季十大专辑 | 獲獎 | [ 10 ]       |
| 2018年6月23日 | 第29届金曲奖                       | 最佳编曲人                         | 提名 | 《漂白》     |
| 2018年6月30日 | 第18届华语音乐传媒大奖             | 年度制作人                         | 獲獎 | 《来日方长》 |